# エリック・コーネル
エリック・コーネル（Eric Allin Cornell, 1961年12月19日 - ）はアメリカ合衆国の物理学者。カール・ワイマンとともに1995年に初めてボース＝アインシュタイン凝縮を確認した。この実験により、コーネル、ワイマンとヴォルフガング・ケターレに2001年度のノーベル物理学賞が贈られた。

## 経歴
コーネルはカリフォルニア州のパロアルトに生まれ、ケンブリッジ・リンジ・アンド・ラテン高校（1976年-1979年）、サンフランシスコ・ローウェル高校（1979年-1980年）で学んだ。1985年にスタンフォード大学で学士号を取得し、1990年にマサチューセッツ工科大学で物理学の博士号を取得した。1995年1月に結婚し、1996年には長女が、1998年には次女が誕生した。
現在はコロラド大学の教授およびアメリカ合衆国商務省配下のアメリカ国立標準技術研究所の研究員を務めている。彼の研究室はコロラド大学ボルダー校にある天文物理学ジョイント研究所（JILA）の中にある。1998年にアメリカ科学振興協会のフェローになった。
2004年10月、彼は壊疽性筋膜炎を食い止めるために左腕と左肩を切断した。感染症からも回復して12月中旬に退院し、2005年4月から仕事に復帰している。2005年、アメリカ芸術科学アカデミーのフェローに選ばれた。

## 主な受賞歴
- 1996年 ニューカム・クリーブランド賞
- 1997年 フリッツ・ロンドン記念賞、キング・ファイサル国際賞科学部門
- 1998年 ローレンツメダル
- 1999年 R・W・ウッド賞
- 2000年 ベンジャミン・フランクリン・メダル
- 2001年 ノーベル物理学賞